# 多德森半島
75°32′S 64°12′W / 75.533°S 64.200°W
多德森半島是南極洲的半島，位於帕爾默地，由冰雪覆蓋，長70公里，在1947至1948年間由美國探險隊發現，該半島以美國海軍上校命名。